# Longueval
Pour les articles homonymes, voir Longueval (homonymie).
Ne doit pas être confondu avec l'ancienne commune de Longueval-Barbonval, dans l'Aisne, désormais intégrée aux Septvallons.
Longueval est une commune française située dans le département de la Somme, en région Hauts-de-France.

## Géographie

### Localisation

#### Communes limitrophes
|                       | Martinpuich         | Flers      |
| Bazentin              | Longueval           | Ginchy     |
| Montauban-de-Picardie | Hardecourt-aux-Bois | Guillemont |

Longueval se situe au nord-est du département, à peu près au centre du triangle Péronne (à l'est), Albert (à l'ouest), et Bapaume (au nord).

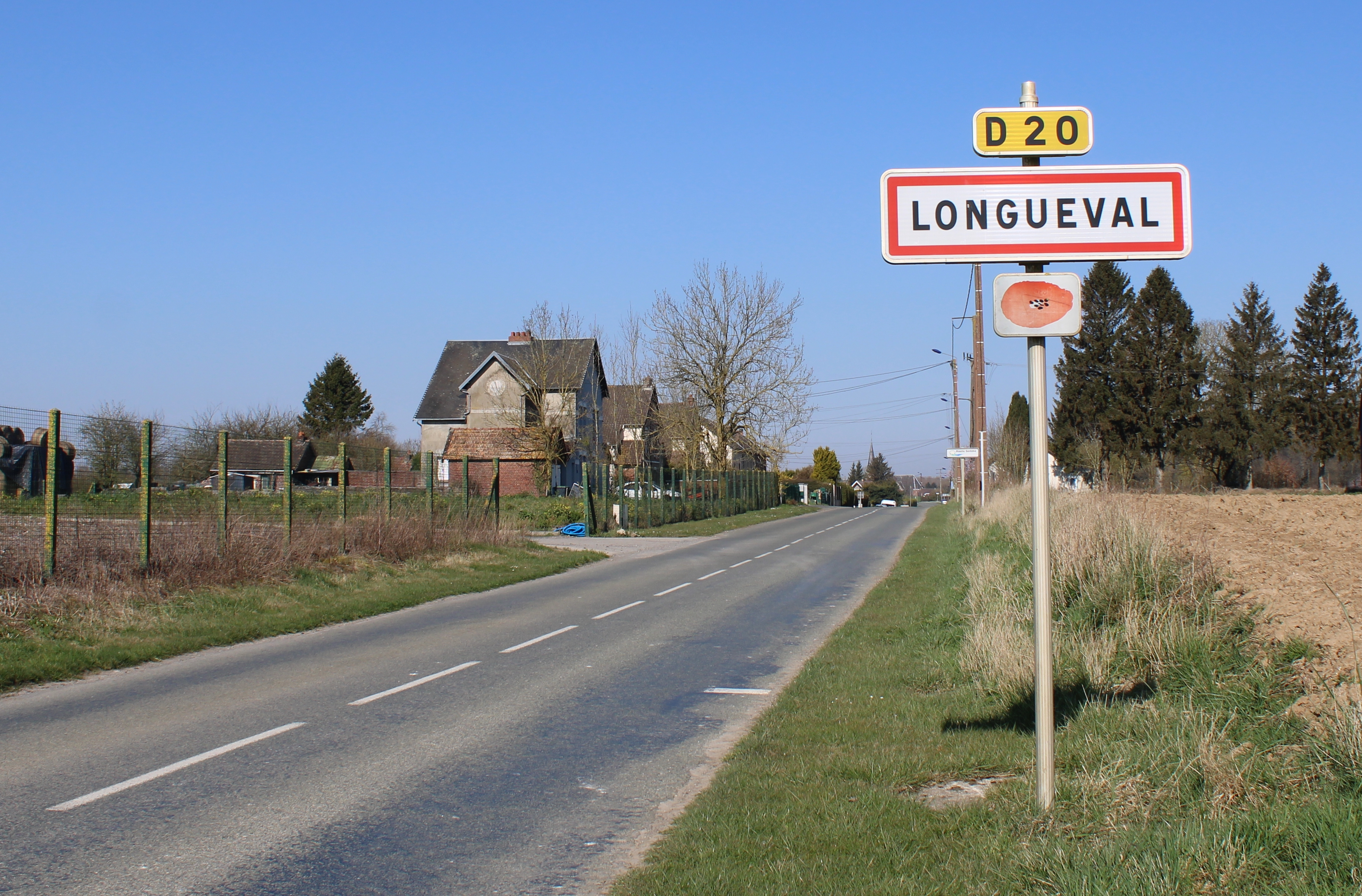
Entrée de la commune.

#### Nature du sol et du sous-sol
Le sous-sol de la commune est pour une très large part argileux. À l'ouest, une partie du territoire est calcaire ou siliceuse, on y trouve des silex et de la marne.

### Relief, paysage, végétation
Le relief de la commune est peu accidenté, la plaine s'incline légèrement du nord au sud. Elle est coupée en deux parties égales par une vallée sèche. Le point culminant de la commune se situe au bois des Fourcaux à 156 m.
On remarque la présence sur le territoire de la commune de trois ensembles boisés : le bois de Fourcaux au nord-ouest, le bois Delville au nord-est du village et le bois des Troncs au sud.

### Hydrographie
La commune est située dans le bassin Artois-Picardie. Elle n'est drainée par aucun cours d'eau.

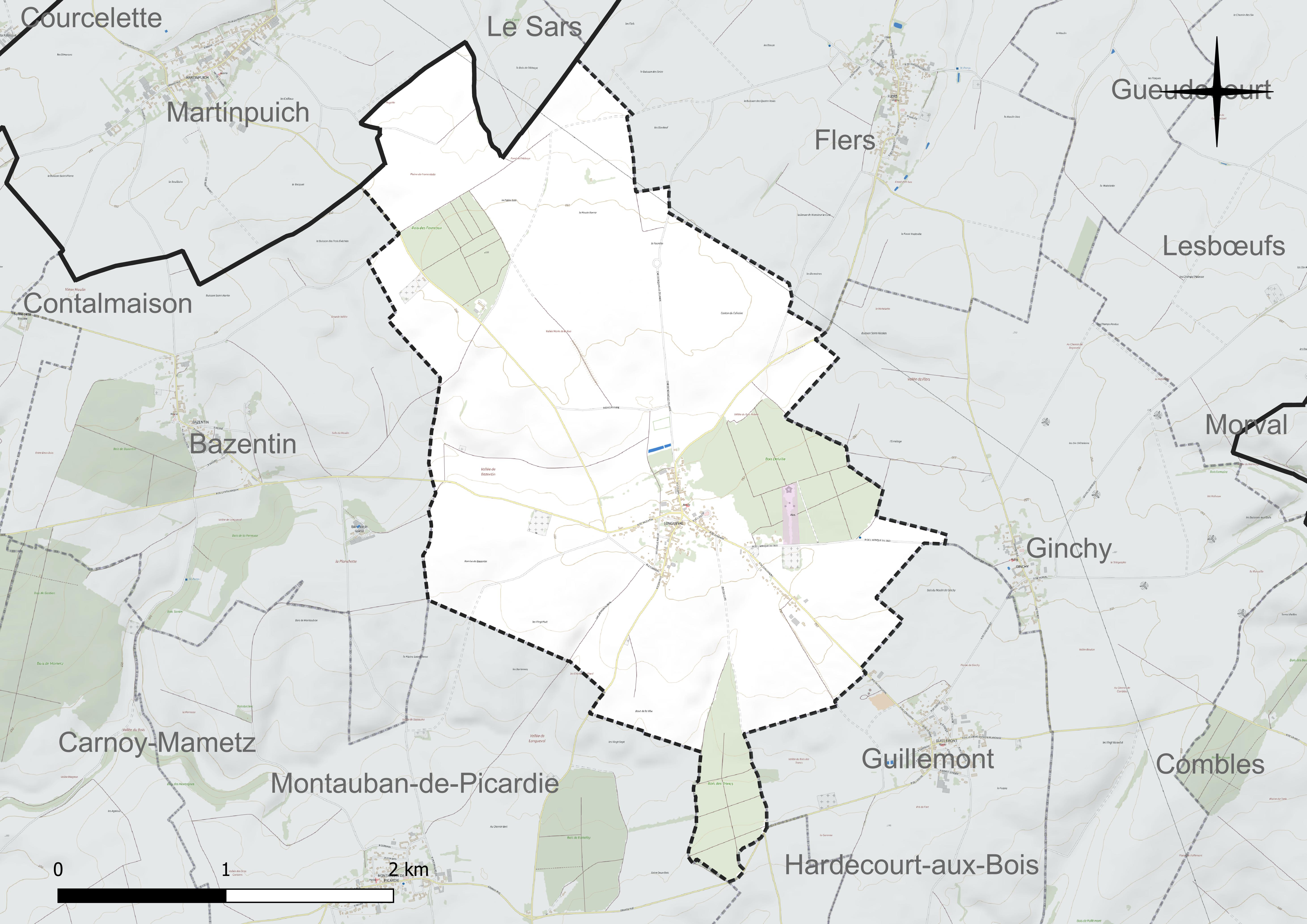
Réseau hydrographique de Longueval.

### Climat
Pour des articles plus généraux, voir Climat des Hauts-de-France et Climat de la Somme.
En 2010, le climat de la commune est de type climat océanique dégradé des plaines du Centre et du Nord, selon une étude du CNRS s'appuyant sur une série de données couvrant la période 1971-2000. En 2020, Météo-France publie une typologie des climats de la France métropolitaine dans laquelle la commune est exposée à un climat océanique et est dans la région climatique Nord-est du bassin Parisien, caractérisée par un ensoleillement médiocre, une pluviométrie moyenne régulièrement répartie au cours de l'année et un hiver froid (3 °C).
Pour la période 1971-2000, la température annuelle moyenne est de 9,9 °C, avec une amplitude thermique annuelle de 14,7 °C. Le cumul annuel moyen de précipitations est de 825 mm, avec 12,2 jours de précipitations en janvier et 9,5 jours en juillet. Pour la période 1991-2020, la température moyenne annuelle observée sur la station météorologique la plus proche, située sur la commune de Méaulte à 11 km à vol d'oiseau, est de 10,7 °C et le cumul annuel moyen de précipitations est de 730,3 mm,. Pour l'avenir, les paramètres climatiques de la commune estimés pour 2050 selon différents scénarios d'émission de gaz à effet de serre sont consultables sur un site dédié publié par Météo-France en novembre 2022.

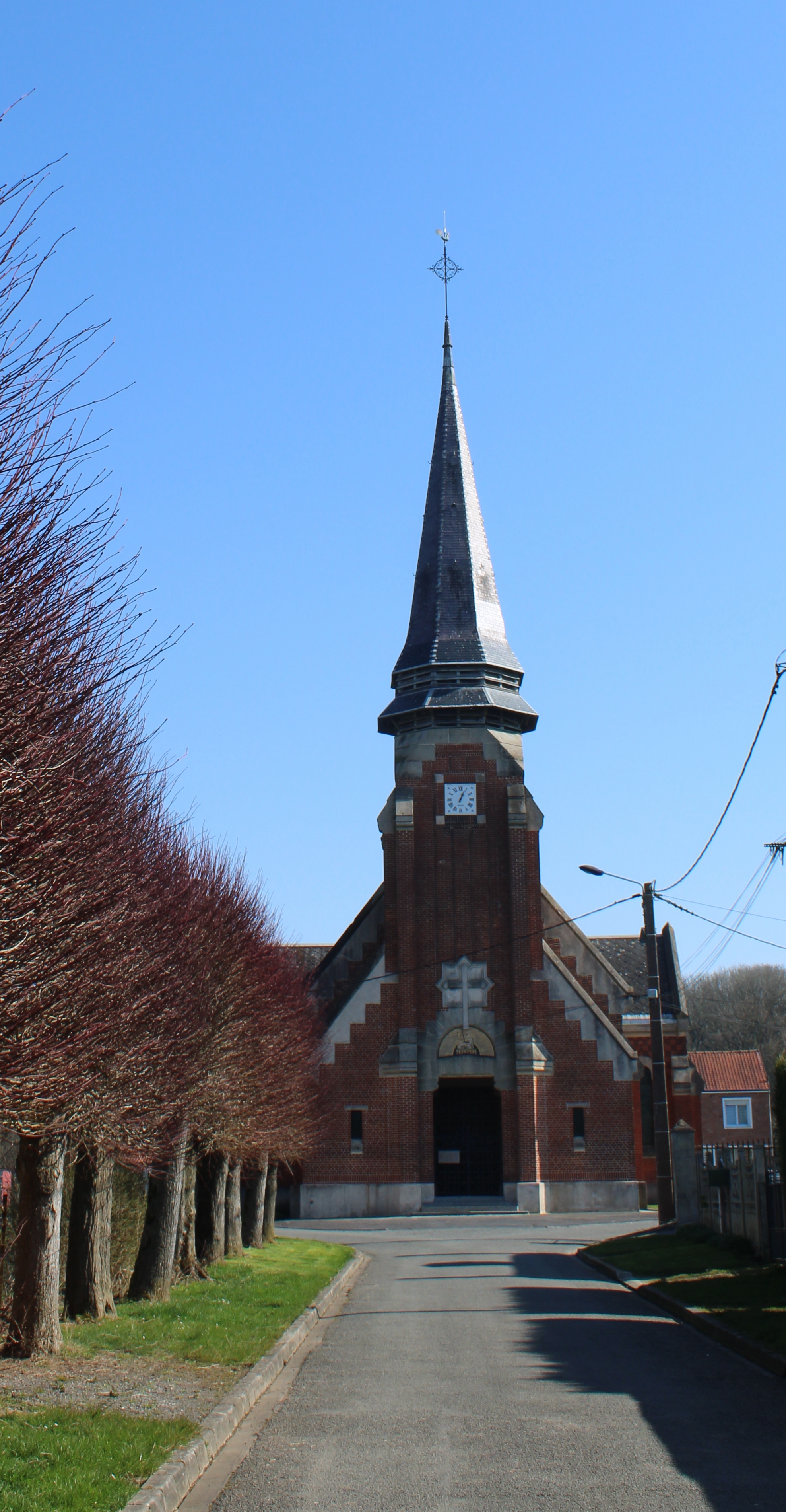
L'église.

#### Urbanisme et aménagement du territoire
Le village de Longueval est un village carrefour situé à l'intersection de quatre routes secondaires. L'habitat de la commune est groupé.

### Transports et communication
La localité est desservie par la ligne d'autocars no 39 (Albert - Péronne) du réseau Trans'80, Hauts-de-France, chaque jour de la semaine sauf le dimanche et les jours fériés.

## Urbanisme

### Typologie
Au 1er janvier 2024, Longueval est catégorisée commune rurale à habitat dispersé, selon la nouvelle grille communale de densité à sept niveaux définie par l'Insee en 2022.
Elle est située hors unité urbaine. Par ailleurs la commune fait partie de l'aire d'attraction de Méaulte, dont elle est une commune de la couronne,. Cette aire, qui regroupe 9 communes, est catégorisée dans les aires de moins de 50 000 habitants,.

### Occupation des sols
L'occupation des sols de la commune, telle qu'elle ressort de la base de données européenne d'occupation biophysique des sols Corine Land Cover (CLC), est marquée par l'importance des territoires agricoles (81,3 % en 2018), en diminution par rapport à 1990 (85,1 %). La répartition détaillée en 2018 est la suivante : 
terres arables (81,3 %), forêts (14,9 %), zones urbanisées (3,8 %). L'évolution de l'occupation des sols de la commune et de ses infrastructures peut être observée sur les différentes représentations cartographiques du territoire : la carte de Cassini (XVIIIe siècle), la carte d'état-major (1820-1866) et les cartes ou photos aériennes de l'IGN pour la période actuelle (1950 à aujourd'hui).

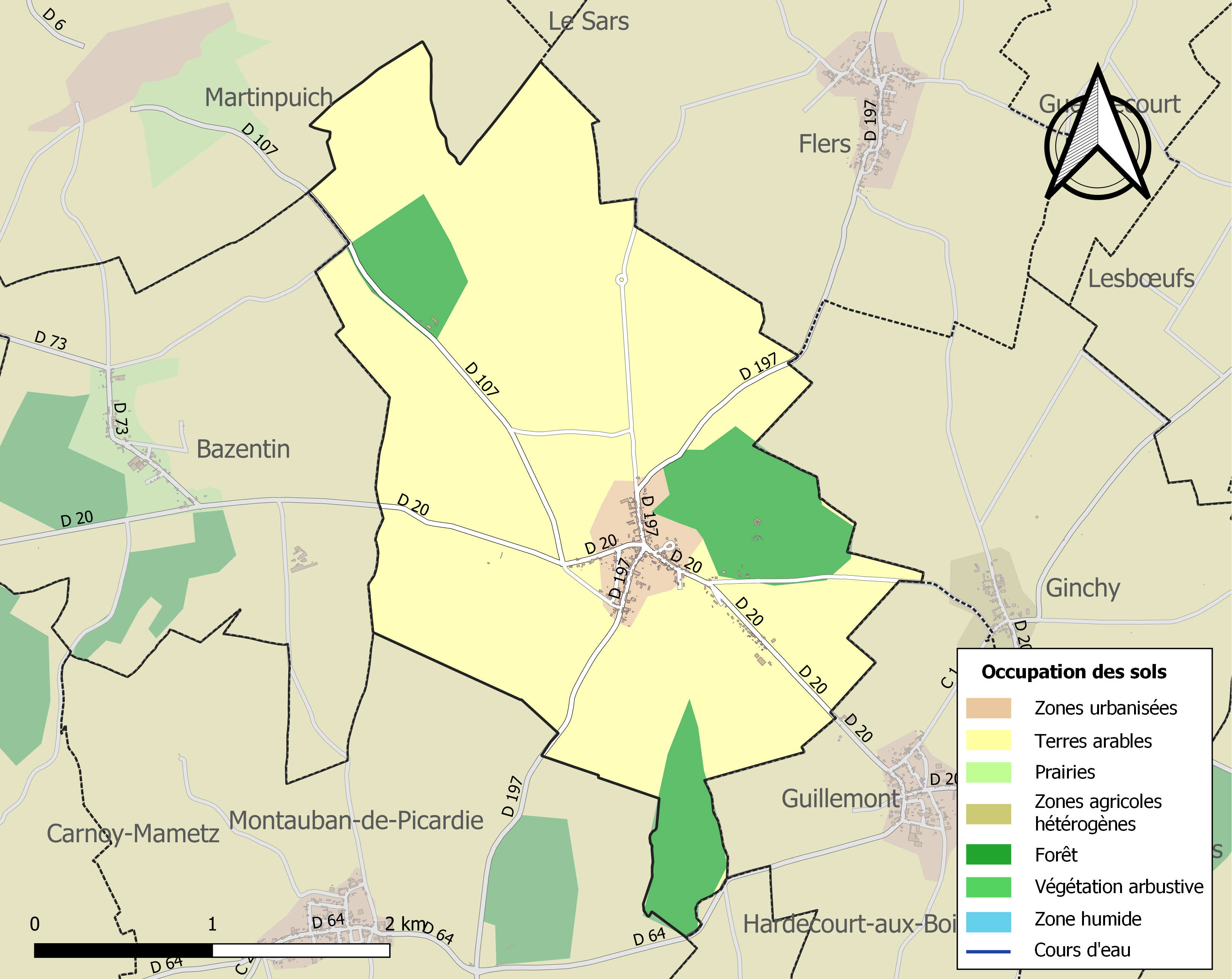
Carte des infrastructures et de l'occupation des sols de la commune en 2018 (CLC).

## Toponymie

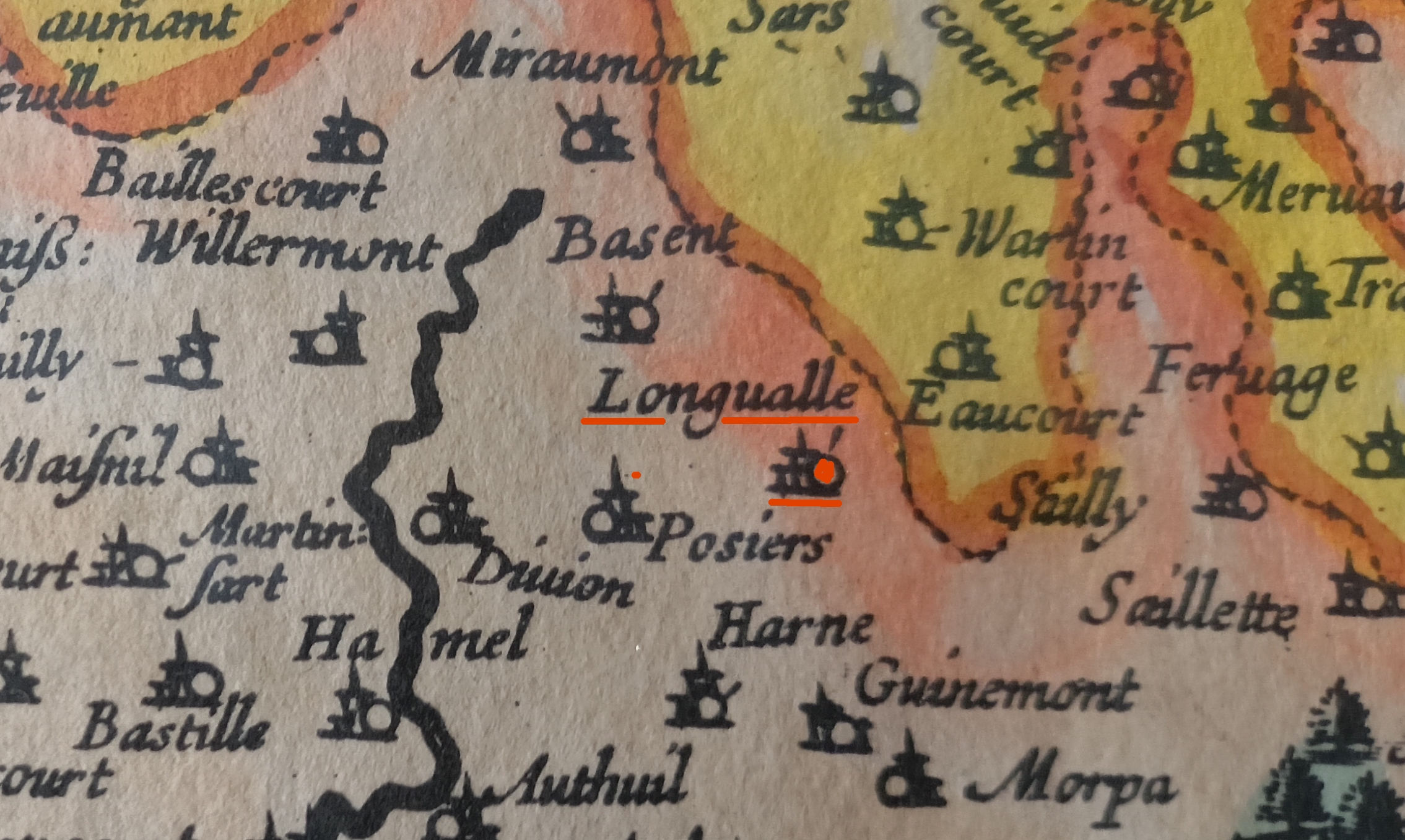
Sur une carte de la Picardie de 1620, Longueval s'écrivait Longvalle.

Le nom de la localité est attesté sous les formes Longoval en 1152 ; Longovadum en 1176 ; Longavallis en 1184 ; Longueval en 1186 ; Longa wallis en 1230 ; Lungval en 1266 ; Longheval en 1284 ; Longueva en 1284 ; Longuewal en 1284 ; Longvalle en 1579.
Le nom de Longueval viendrait du fait que le village est situé dans une longue vallée qui rejoint la vallée de l'Ancre à l'ouest de Méaulte[source insuffisante].

## Histoire
Cette plaine défrichée de la forêt d'Arrouaise n'entra dans l'histoire qu'au XIIe siècle, avec les premiers seigneurs connus de Longueval. La seigneurie fut érigée en baronnie en 1271.
Pendant la guerre de Cent Ans, le domaine fut ravagé par les Anglais.
Au XVIIe siècle, le village subit les invasions espagnoles. Jusque 1914, le clocher de l'église gardait des traces laissées par des boulets de canons. Depuis au moins 1680, le village a son école.
À la veille de la Révolution française, le seigneur de Longueval est le baron de Petit Pas, qui émigra. Son domaine fut vendu comme bien national mais la baronne de Petit Pas réussit à le racheter. Elle vendit les biens de la fabrique et le château fut démoli pour laisser place à une maison de maître.
À la fin de l'épopée napoléonienne, en 1814-1815, le territoire de la commune fut ravagé par les Hanovriens, les Prussiens, et les Anglais. Un enfant du pays reçut la Légion d'honneur pour sa bravoure en tant qu'artilleur.
Lors de la guerre franco-allemande de 1870, en 1870-1871, 21 jeunes gens de la commune participèrent aux combats de L'Année terrible, deux furent tués.
Pendant la campagne du Tonkin (1883-1885), un jeune homme originaire de Longueval fut blessé et reçut la médaille militaire.
Première Guerre mondiale

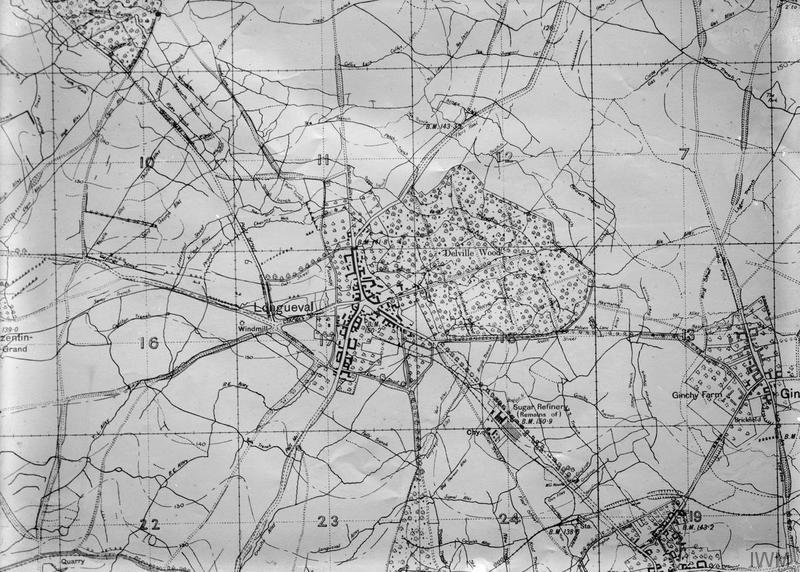
Carte française représentant le village et le Bois Delville.

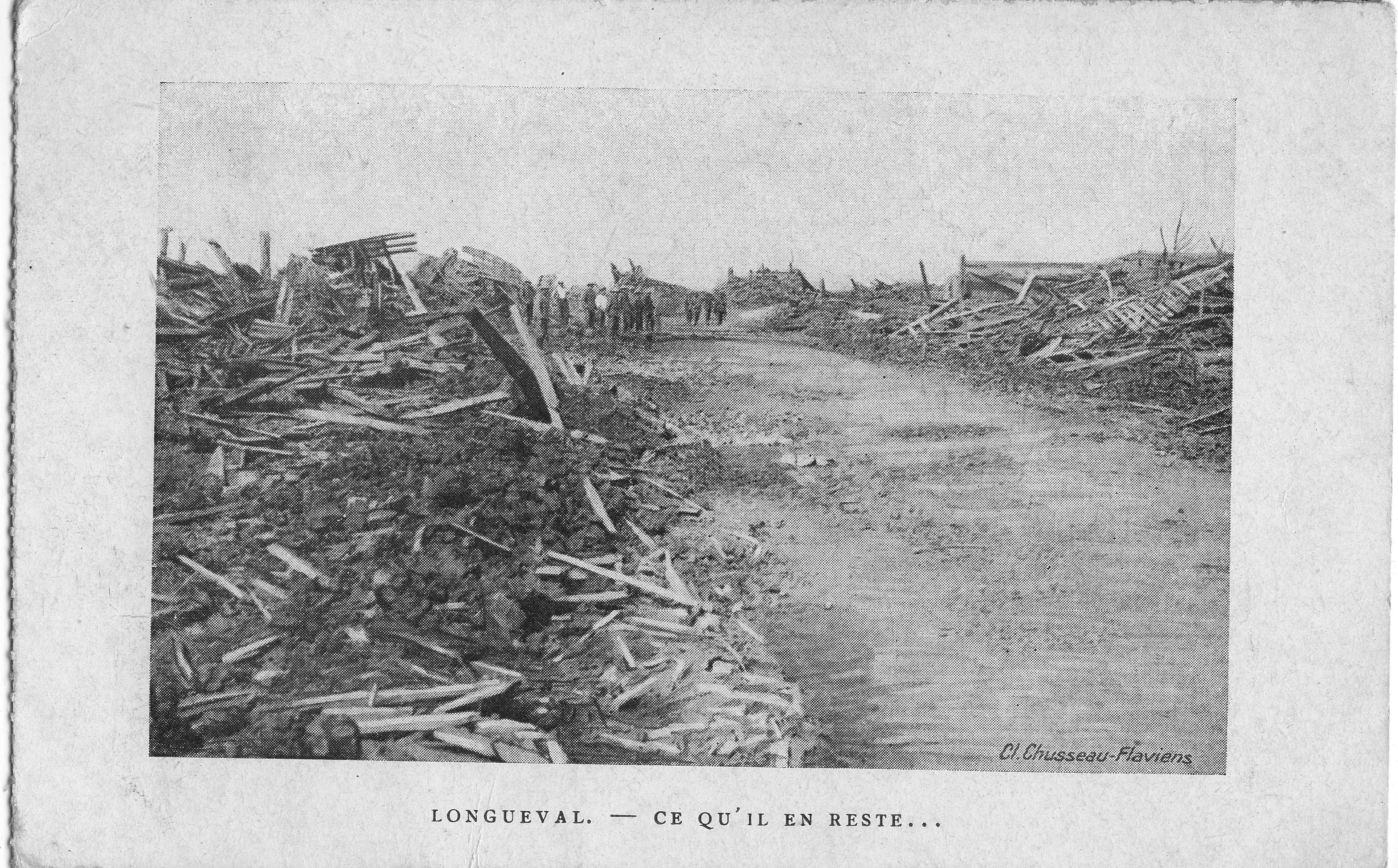
Carte postale du village détruit.

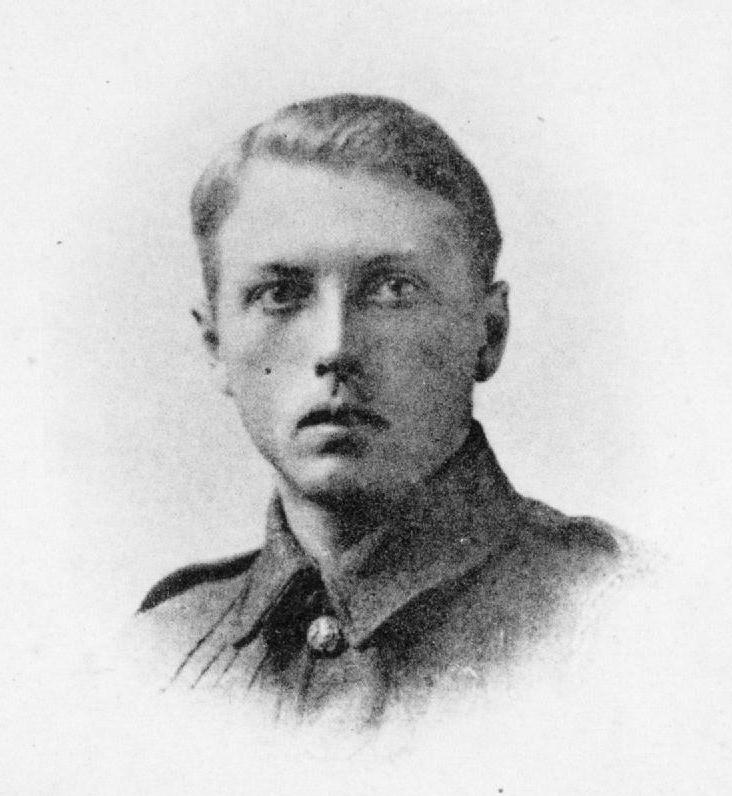
Le sergent Claude Fitzgerald Burton, de la 1re brigade sud-africaine, porté disparu à 21 ans au Bois Delville le 18 juillet 1916.

Le village de Longueval est occupé par les troupes allemandes des fin août 1914 et devient un site clef de leur dispositif de défense. En 1916, au déclenchement de la Bataille de la Somme, Longueval est situé sur la deuxième ligne allemande. Les victoires alliées et la conquête des premières lignes allemandes début juillet, rapprochent progressivement le front de Longueval. La commune se trouve au cœur des combats à la mi-juillet.
Le 14 juillet 1916, les troupes écossaises conquièrent le sud du village.

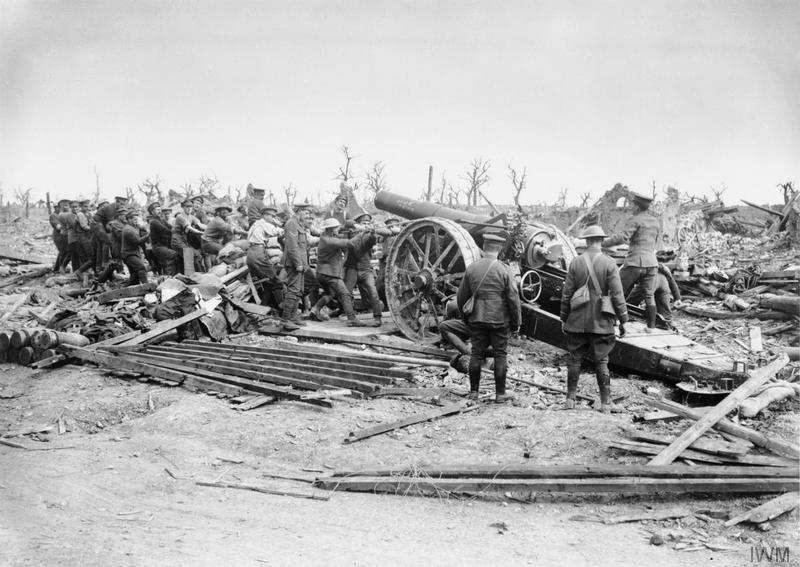
Canonniers britanniques du 156th Siege Battery auprès de leur pièce, en septembre 1916.

Le nord, notamment le Bois Delville, est défendu très fermement par les Allemands et empêche toute progression alliée. Face aux pertes écossaises conséquentes, la 1re brigade sud-africaine reçoit l'ordre de conquérir le bois Delville — appelé aussi le Bois du Diable (Devil Wood) — et de tenir la position. La bataille du bois Delville du 15 au 20 juillet 1916 est le premier grand engagement militaire national sud-africain sur le front occidental. Pris sous de très violents tirs d'artillerie — jusqu'à 400 coups à la minute — à peine protégés par des abris construits à la hâte, coupés de l'arrière, ils y vécurent un véritable cauchemar. Les pertes sont très importantes dans les deux camps. Lorsque la brigade sud-africaine est relevée le 20 juillet, seuls 142 hommes répondent à l'appel,,,.
Le 15 septembre 1916, la division néo-zélandaise et ses tanks, partant de sa ligne de départ (entre Longueval et le bois des Fourcaux) attaqua Flers, qu'elle atteint le jour même. Le bois des Fourcaux - le fameux "High Wood" - tomba aux mains de la 47e (London) division le 15 septembre.
Le village est considéré comme détruit à la fin de la guerre, ,,
et a été décoré de la Croix de guerre 1914-1918, le 27 octobre 1920.
Les premiers habitants qui reviennent à Longueval sont protégés par des baraquements puis des habitations provisoires improvisées avec des matériaux récupérés sur l'ancien champ de bataille. La râperie de betteraves est reconstruite à l'emplacement présumé de l'ancienne sucrerie Bulte fils et Cie, signalée en 1895. La râperie dépendait en 1962 de la sucrerie centrale d'Arras et employait alors plus de 100 salariés. Elle a fermé peu après.

## Politique et administration

### Rattachements administratifs et électoraux
La commune se trouve dans l'arrondissement de Péronne du département de la Somme. Pour l'élection des députés, elle fait partie depuis 1958 de la cinquième circonscription de la Somme.
Elle faisait partie depuis 1793 du canton de Combles. Dans le cadre du redécoupage cantonal de 2014 en France, la commune est désormais rattachée au canton de Péronne.

### Intercommunalité
La commune était membre de la communauté de communes du canton de Combles, créée fin 1993.
Celle-ci fusionne avec ses voisines pour former, le 31 décembre 2012, la communauté de communes de la Haute Somme dont est désormais membre la commune.

### Liste des maires

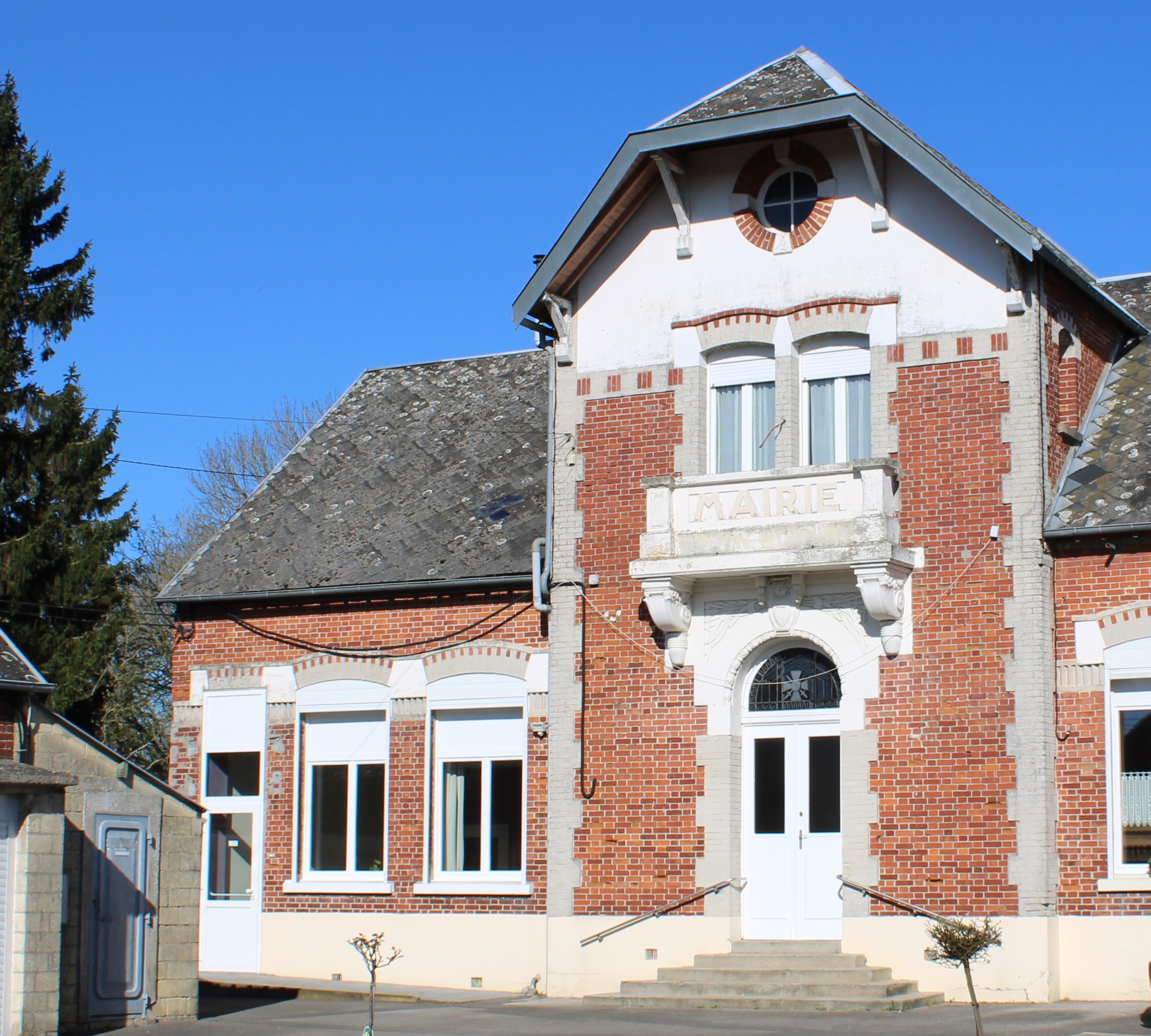
La mairie.

| Période                                  | Période                   | Identité         | Étiquette | Qualité                                 |
| ---------------------------------------- | ------------------------- | ---------------- | --------- | --------------------------------------- |
| Les données manquantes sont à compléter. |                           |                  |           |                                         |
| 19XX                                     | 19XX                      | Gaston Duclercq  |           | Agriculteur                             |
| mars 2001                                | 1er juillet 2008          | Jean Blondel     |           | Décédé en fonction                      |
| septembre 2008                           | En cours (au 26 mai 2020) | M. Jany Fournier |           | Retraité Réélu pour le mandat 2020-2026 |

## Démographie
L'évolution du nombre d'habitants est connue à travers les recensements de la population effectués dans la commune depuis 1793. Pour les communes de moins de 10 000 habitants, une enquête de recensement portant sur toute la population est réalisée tous les cinq ans, les populations de référence des années intermédiaires étant quant à elles estimées par interpolation ou extrapolation. Pour la commune, le premier recensement exhaustif entrant dans le cadre du nouveau dispositif a été réalisé en 2007.

En 2022, la commune comptait 285 habitants, en évolution de +3,26 % par rapport à 2016 (Somme : −1,26 %, France hors Mayotte : +2,11 %).
| 1793 | 1800 | 1806 | 1821 | 1831 | 1836 | 1841 | 1846 | 1851 |
| ---- | ---- | ---- | ---- | ---- | ---- | ---- | ---- | ---- |
| 560  | 622  | 609  | 583  | 590  | 571  | 551  | 534  | 503  |

| 1856 | 1861 | 1866 | 1872 | 1876 | 1881 | 1886 | 1891 | 1896 |
| ---- | ---- | ---- | ---- | ---- | ---- | ---- | ---- | ---- |
| 506  | 505  | 469  | 464  | 505  | 447  | 411  | 409  | 407  |

| 1901 | 1906 | 1911 | 1921 | 1926 | 1931 | 1936 | 1946 | 1954 |
| ---- | ---- | ---- | ---- | ---- | ---- | ---- | ---- | ---- |
| 415  | 409  | 363  | 227  | 319  | 370  | 340  | 319  | 319  |

| 1962 | 1968 | 1975 | 1982 | 1990 | 1999 | 2006 | 2007 | 2012 |
| ---- | ---- | ---- | ---- | ---- | ---- | ---- | ---- | ---- |
| 301  | 307  | 267  | 278  | 237  | 248  | 266  | 268  | 280  |

| 2017 | 2022 | - | - | - | - | - | - | - |
| ---- | ---- | - | - | - | - | - | - | - |
| 271  | 285  | - | - | - | - | - | - | - |

## Économie

### Activités économiques et de services
L'agriculture est l'activité dominante dans la commune. Cependant, la présence de mémoriaux, monuments et cimetières militaires de la Première Guerre mondiale génère un tourisme de mémoire.

## Culture locale et patrimoine

### Lieux et monuments

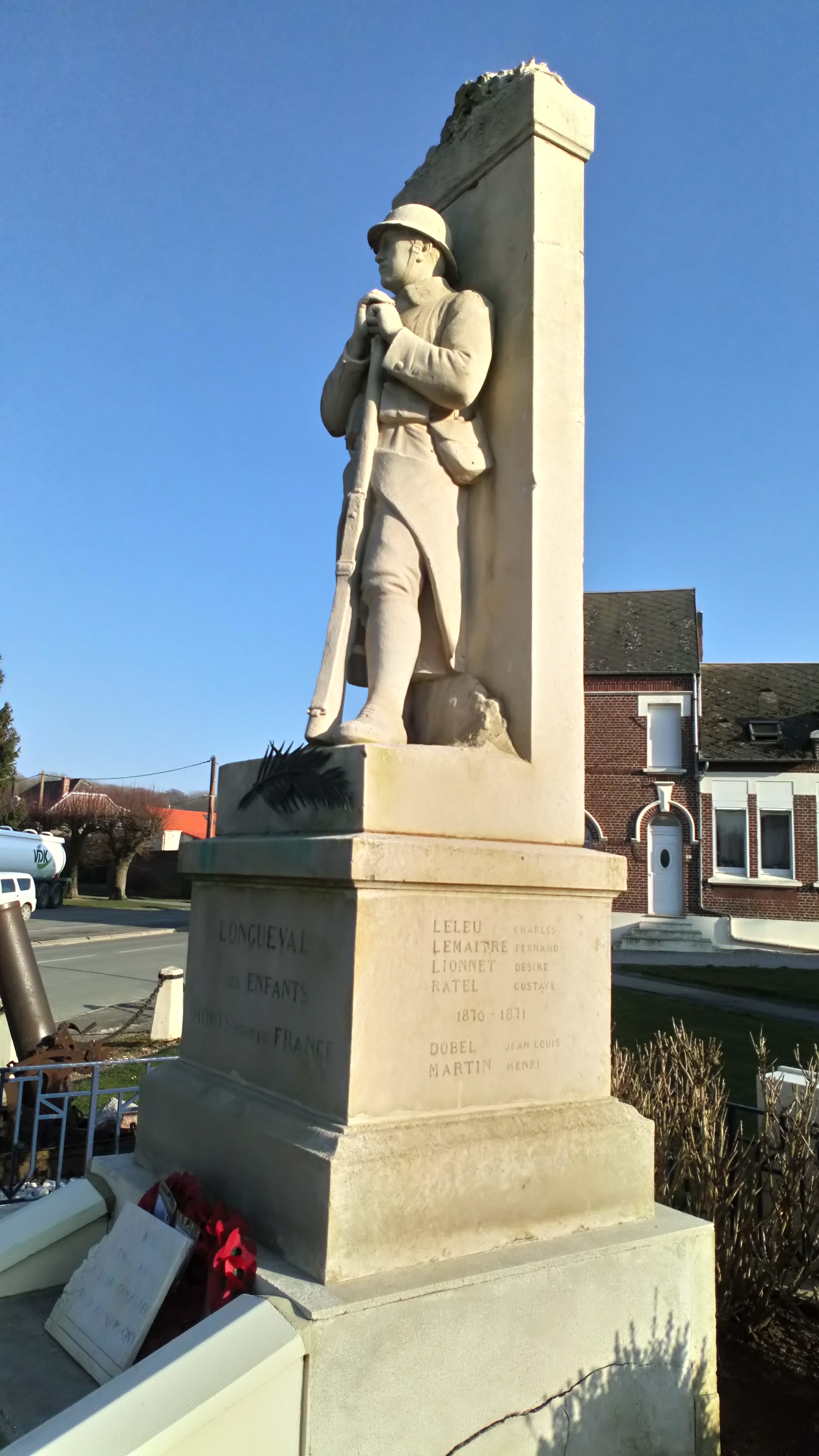
Le monument aux morts de la commune.

- Église[37], reconstruite après la Première Guerre mondiale
- Ancienne râperie[28] et ses logements ouvriers[38].
- Monument aux morts

#### Mémorial national sud-africain du bois Delville
- À Longueval, se trouve le mémorial national sud-africain du bois Delville, réalisé par l'architecte Herbert Baker, qui rappelle l'engagement des troupes du Commonwealth dans la bataille de la Somme. Il est constitué d'une arche centrale surmontée d'une statue en bronze, due au sculpteur britannique Alfred Turner, conçue en 1926 et représentant Castor et Pollux tenant un cheval.

Il abrite 5 523 corps dont 152 sud-africains.

#### Mémorial national néo-zélandais de Longueval

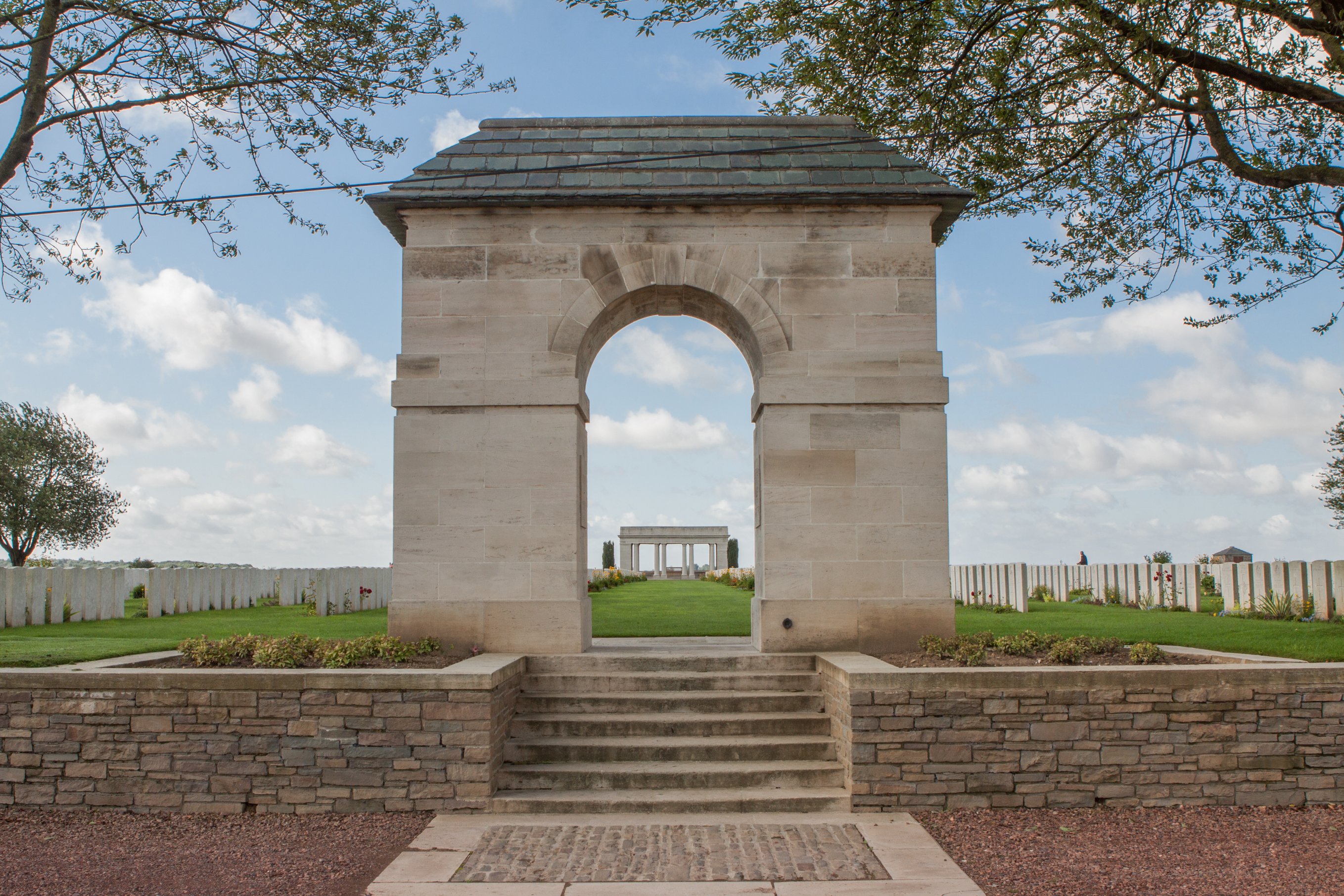
Le cimetière militaire néo-zélandais de Caterpillar Valley.

- À 2 km, au nord du village, est édifié le mémorial national néo-zélandais de Longueval à la mémoire de la division néo-zélandaise qui participa à la bataille de la Somme. Tous les 25 avril y est célébré l'ANZAC Day. Le Caterpillar Valley Cemetery est également un mémorial aux néo-zélandais morts dans la Somme[17],.

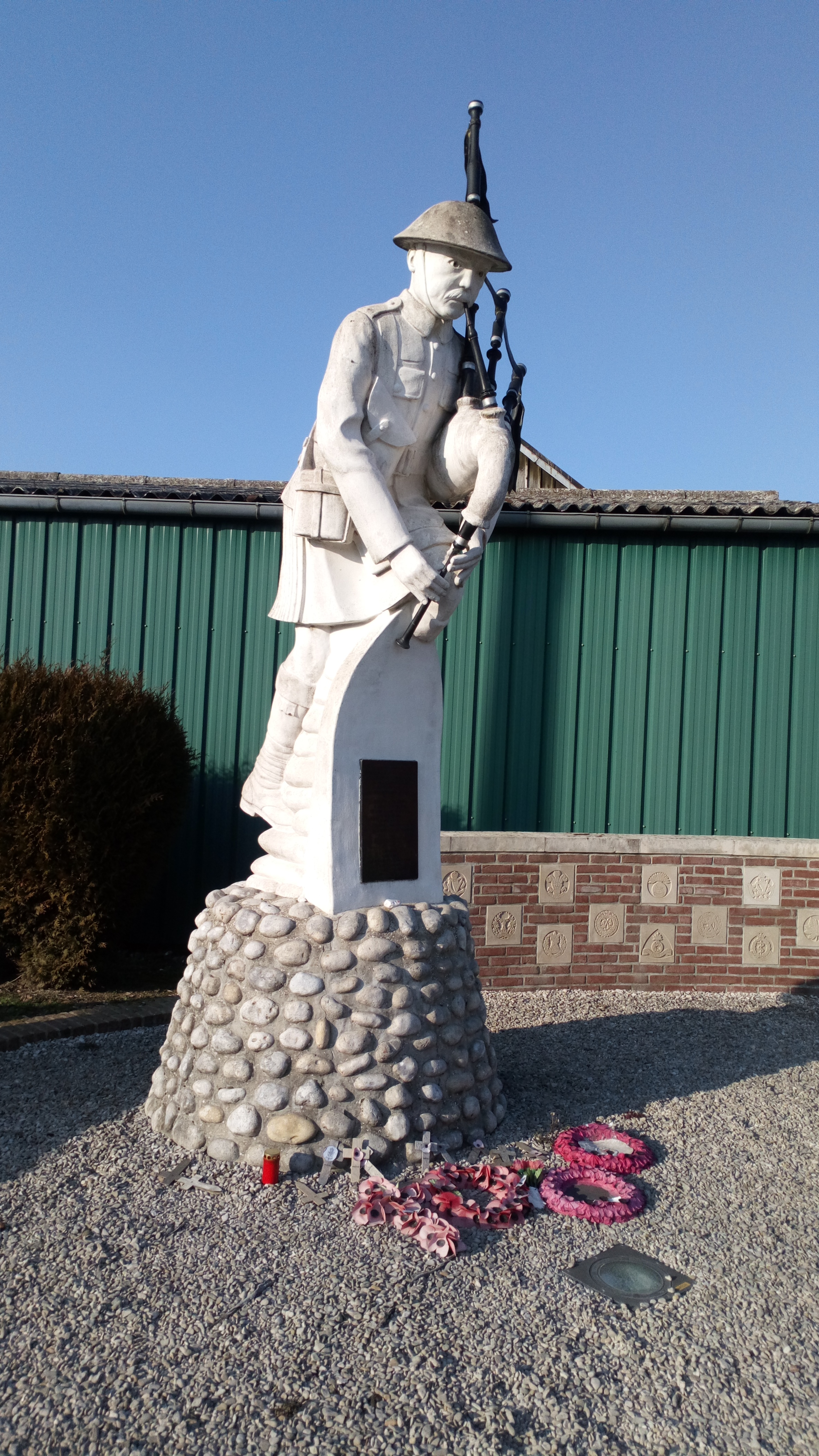
Le monument aux joueurs de cornemuse.

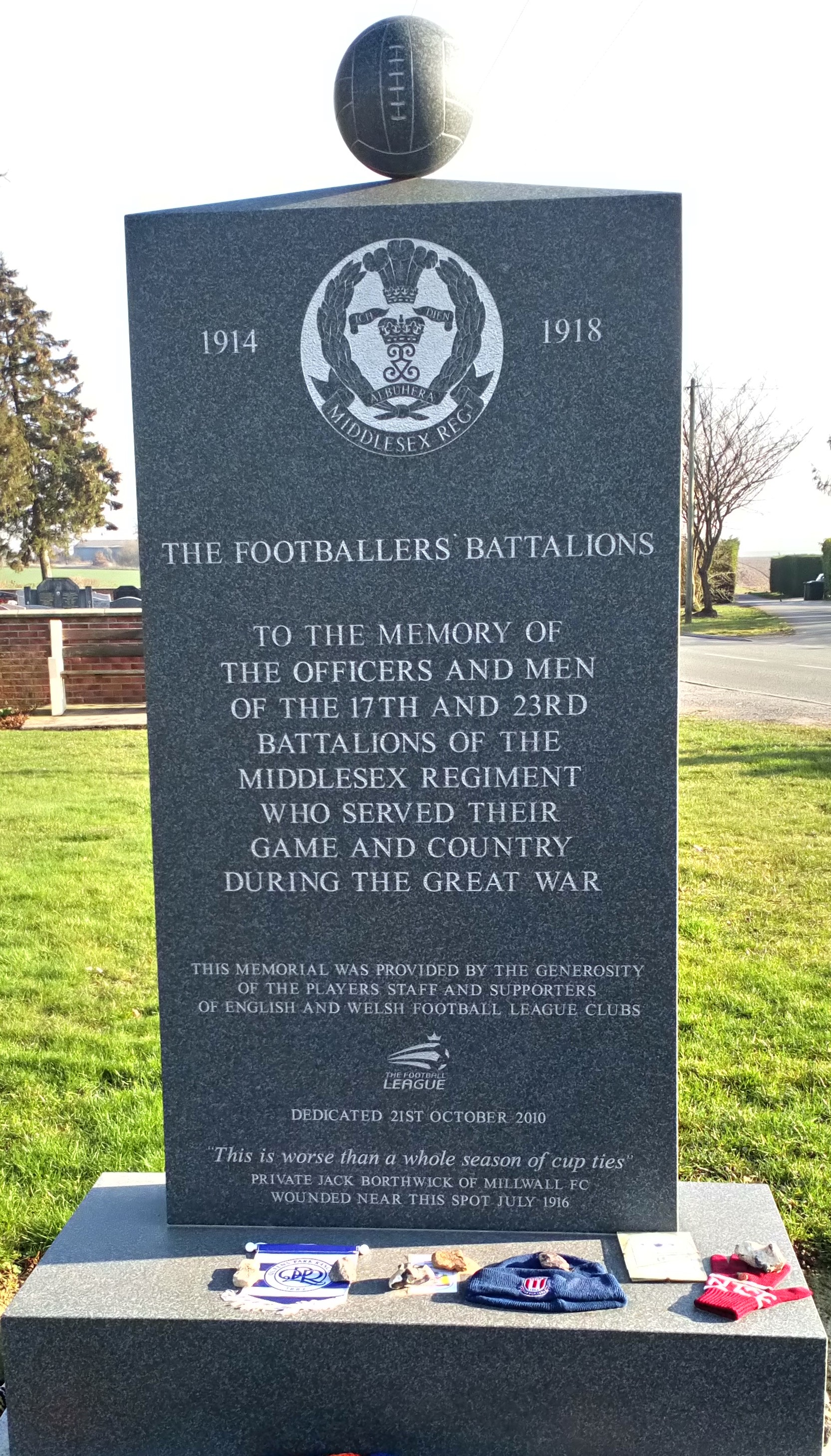
Le monument aux 17e et du régiment du Middlesex.

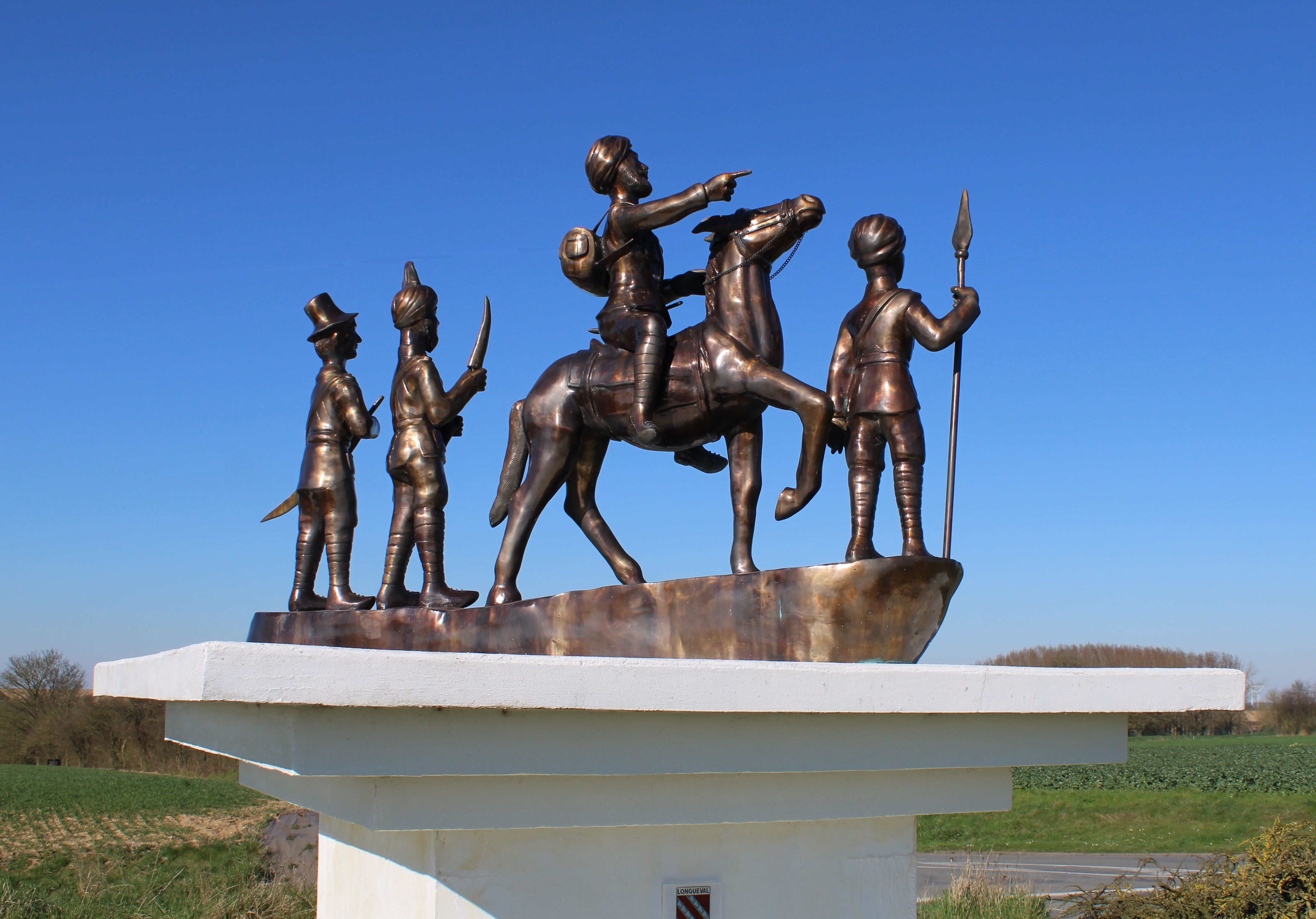
Monument Hommage aux Combattants Indiens

#### Monument aux joueurs de cornemuse (Piper's memorial) de Longueval
- Une statue représentant un joueur de cornemuse est dédiée à tous les musiciens tués au cours de la Grande Guerre, sans distinction ni de nationalité ni d'unité. Elle est située au centre du village.

#### Monument aux17eet28ebataillonsdu régiment du Middlesex
- Monument aux officiers et soldats des 17e et 28e bataillons du régiment du Middlesex, bataillons des footballeurs, inauguré en 2010, situé à l'entrée de la route conduisant au mémorial sud-africain.

#### Bois des Fourcaux
- Le bois des Fourcaux, lieu d'intenses combats pendant la bataille de la Somme avec plusieurs stèles commémoratives :
  - Monument à la 47e London Division britannique ;
  - Monument à la mémoire des 192 soldats du 9e bataillon Highland Light Infantry (Glasgow Highlanders). Ce monument à la forme d'un cairn ;
  - le monument du 1er Cameron Highlanders et du 1er Black Watch.

#### Cimetières militaires

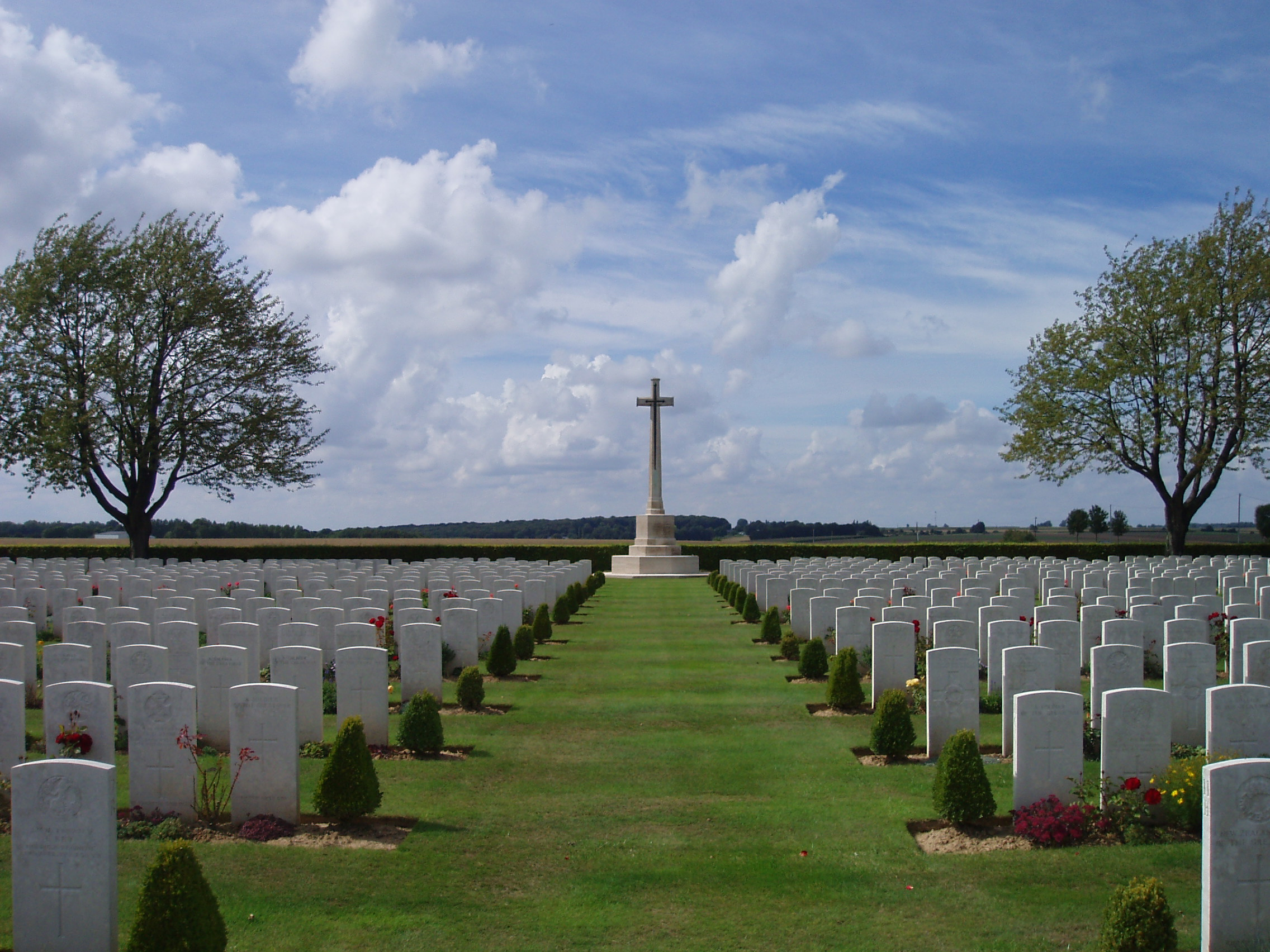
Le cimetière militaire néo-zélandais de Caterpillar Valley.

- Caterpillar Valley Cemetery
- Delville Wood Cemetery

### Personnalités liées à la commune

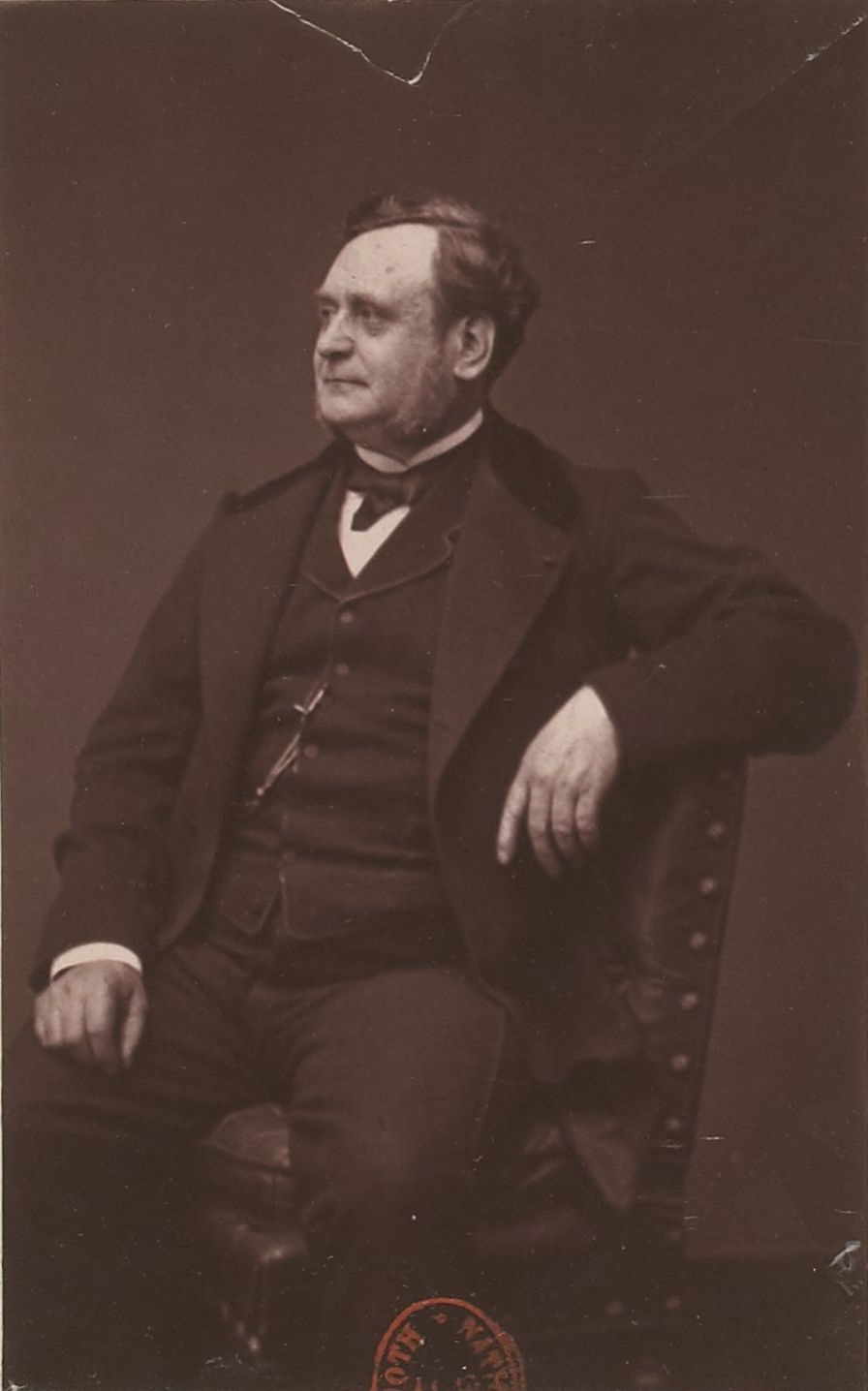
Le Docteur Demarquay.

- Charles-Bonaventure de Longueval, comte de Buquoy (1571-1621), officier général, sujet et serviteur des Habsbourg de Madrid et de Bruxelles[40]
- Joseph Gonlieu (ou Goullieux), en religion, frère Agathon (1731-1798), supérieur général des Frères des Écoles chrétiennes en 1777, est né à Longueval.
- Jean Nicolas Edouard Demarquay, né le 4 décembre 1814 et décédé le 21 juin 1875 à Longueval. Chirurgien en chef de la maison de santé Dubois, devenu l'hôpital Fernand-Widal. Il reçoit l'Éloge de l'Académie de Médecine par P. Ricord le 29 juin 1875, l'Éloge de Saint-Germain le 16 janvier 1878, et publie de nombreux ouvrages sur les procédés opératoires. À son décès, il lègue des tableaux au Musée de Picardie. La rue Demarquay dans le Xe Arrondissement de Paris célèbre sa mémoire[réf. nécessaire].
- Charles Muller (1877-1914), journaliste, blessé mortellement à Longueval.

### Héraldique
| Blason de Longueval | Blason  | Bandé de vair et de gueules.                     |
| Blason de Longueval | Détails | Le statut officiel du blason reste à déterminer. |

## Pour approfondir